# Возрождення (Княгининський район)
Возрождення (рос. Возрождение) — селище в Княгининському районі Нижньогородської області Російської Федерації.
Населення становить 568 осіб. Входить до складу муніципального утворення Возрожденська сільрада.

## Історія
Від 2009 року входить до складу муніципального утворення Возрожденська сільрада.

## Населення
| 2002 | 2010 |
| ---- | ---- |
| 589  | ↘568 |